# Rudolf Gerhardt
Rudolf Gerhardt (Greiz, 26 marzo 1896 – Münster, 10 novembre 1964) è stato un ufficiale tedesco, assegnato alle famose Panzertruppen della Wehrmacht, distintosi alla testa di importanti reparti di carri armati su numerosi fronte della seconda guerra mondiale.
In particolare sul Fronte orientale nel 1941, in Tunisia nel 1943 e in Normandia nel 1944 mostrò notevoli doti di comando e capacità nella direzione di manovre con forze corazzate contro un nemico spesso meglio equipaggiato e più numeroso. Ricevette, per il valore dimostrato, la prestigiosa Croce di Cavaliere della Croce di Ferro.

## Biografia

### Prima guerra mondiale
Nato in Turingia, a Greiz, Rudolf Gerhardt venne arruolato come soldato semplice, allo scoppio della prima guerra mondiale, nei ranghi del 96º reggimento di fanteria della Turingia (Thüringer-Infanterie-Regiment 96), partecipando agli scontri sul fronte orientale in Polonia e venendo promosso, già nel novembre 1914,  unteroffizier; dopo essere stato ferito in dicembre, ricevette la Croce di Ferro di II classe. Durante il 1915 il giovane sottufficiale rimase sul fronte orientale, ricevendo una seconda ferita nel marzo 1915 e venendo promosso sul campo, per atti di valore, leutnant (sottotenente) il 22 marzo dello stesso anno.
Dopo un corso accelerato di tre mesi per ufficiali, Gerhardt ritornò al fronte questa volta in occidentale, dove sarebbe rimasto per il resto della "Grande guerra" combattendo a Verdun, sulla Somme, nelle Fiandre. Durante gli incessanti scontri, mostrò di nuovo coraggio e decisione, venendo ferito altre due volte e ricevendo la Croce di Ferro di I classe. Nel 1918, alla fine della guerra, l'ufficiale, promosso tenente, teneva un incarico al quartier generale come aiutante maggiore del suo reggimento della Turingia. Il 31 luglio 1919 Rudolf Gerhardt lasciò l'esercito, ormai sconfitto, abbandonando la carriera delle armi fino all'ottobre 1934 quando sarebbe rientrato nel nuovo Esercito tedesco del Terzo Reich in fase di organizzazione, con il grado di hauptman.

### Nella Wehrmacht in Francia e in Russia
Il capitano Gerhardt venne assegnato inizialmente ad un reparto motorizzato d'addestramento, entrando quindi a far parte fin dall'inizio delle nuove "truppe celeri" della Wehrmacht; ad ottobre del 1935 prese il comando di una compagnia corazzata del Panzer-Regiment 1 appena costituito ad Erfurt, la prima formazione di carri armati delle famose Panzer-Divisionen tedesche che avrebbero dominato su tanti campi di battaglia della seconda guerra mondiale. Nel quadro del potenziamento di queste forze mobili, la compagnia del capitano Gerhardt venne nel 1936 trasferita prima a Ohrdruf e poi a Stoccarda-Vaihingen per costitutire il nucleo di un nuovo reggimento corazzato, il Panzer-Regiment 7 che sarebbe stato in seguito assegnato alla 10. Panzer-Division.
Nel gennaio 1939 l'ufficiale venne nuovamente trasferito e assunse il comando di un battaglione di carri appena organizzato con mezzi corazzati di origine ceca ed assegnato alla 2. Leichte Division, le divisioni leggere meccanizzate della Wehrmacht che sarebbero state rapidamente trasformate in vere divisioni corazzate. Alla testa di questo battaglione (il Panzer-Abteilung 66) il capitano Gerhardt entrò in azione durante la campagna di Polonia, schierato nel raggruppamento meridionale dello schieramento tedesco. Durante questa breve ma aspra campagna, Gerhardt venne ferito ancora una volta e ricevette l'onorificenza della "Insegna per ferite in Oro", assegnata a soldati feriti almeno cinque volte sul campo di battaglia.
Dopo la vittoriosa conclusione della campagna polacca, Gerhardt ritornò al Panzer-Regiment 7, ora parte della 10. Panzer-Division, e assunse il comando di uno dei quattro battaglioni corazzati della formazione, distinguendosi per energia ed efficienza durante la trionfale campagna di Francia del 1940. In questa campagna la 10. Panzer-Division, dipendente prima dal 19º Panzerkorps del generale Guderian e poi dal 16º Panzerkorps del generale Höppner, fu spesso al centro dell'azione, partecipando al decisivo sfondamento di Sedan, raggiungendo le coste della Manica, e avanzando, nella seconda fase delle operazioni, praticamente indisturbato fino al Rodano. Rudolf Gerhardt guidò con grande decisione il suo battaglione di carri armati a Sedan, a Stonne (luogo di duri scontri con i carri armati francesi il 15 maggio 1940), a Calais (dove venne superata la resistenza di alcuni reparti britannici), a Lione (22 giugno 1940). Dopo la vittoria l'ufficiale mantenne il comando della sua formazione corazzata e venne promosso maggiore, per i meriti e il valore dimostrato.
La 10. Panzer-Division non prese parte alla campagna dei Balcani dell'aprile-maggio 1941, mentre entrò a far parte del potente Panzergruppe 2 del generale Guderian all'inizio della gigantesca operazione Barbarossa; il maggiore Gerhardt, sempre al comando di un battaglione di carri, partecipò quindi alle rapide avanzate iniziali accanto alle altre unità corazzate del raggruppamento, marciando dal Bug fino alla Beresina. Dopo questa fase iniziale facilmente vittoriosa, la divisione corazzata ed il battaglione di Gerhardt furono messi seriamente in difficoltà durante i violentissimi combattimenti di El'nja. I sovietici contrattaccarono ripetutamente e la 10. Panzer-Division dovette battersi duramente per evitare la sconfitta; fu in questa occasione che, per il valore dimostrato nei prolungati e sanguinosi scontri, il maggiore Gerhardt ricevette la più alta decorazione del Reich: il 22 settembre 1941 gli venne assegnata la prestigiosa Croce di Cavaliere della Croce di Ferro.
Dopo una pausa nelle operazioni sul fronte centrale, nell'ottobre il Gruppo d'armate Centro passò nuovamente all'offensiva (operazione Tifone) e la 10. Panzer-Division avanzò velocemente in direzione di Mosca; a novembre Gerhardt assunse il comando temporaneo dell'intero Panzer-Regiment 7 e, alla testa di questa unità (ormai sempre più indebolita e a corto di mezzi dopo gli incessanti scontri) partecipò alla disperata battaglia di Mosca. L'ufficiale dimostrò resistenza e capacità e riuscì a salvare una parte del suo reparto. Nel gennaio 1942 venne quindi promosso oberstleutnant e ad aprile, oberst, e mantenne il comando dei resti del Panzer-Regiment 7 che, in quello stesso mese, ormai totalmente esaurito, venne trasferito in Francia insieme al resto della 10. Panzer-Division per essere completamente ricostituito e riequipaggiato.

### Dalla Tunisia alla Normandia
In Francia il Panzer-Regiment 7 venne quindi ricostituito ed equipaggiato con i moderni Panzer III e IV ultimo modello in vista di un possibile impiego nel Caucaso nell'autunno 1942; al contrario, il precipitare della situazione dell'Asse in Nord Africa a seguito del riuscito sbarco alleato in Marocco e Algeria (Operazione Torch) impose una ridistribuzione delle riserve tedesche. La 10. Panzer-Division venne precipitosamente imbarcata per la Tunisia dove, potenziata anche con un reparto di nuovi carri Tiger, si sarebbe dimostrata l'unità più potente ed efficiente dello schieramento italo-tedesco.

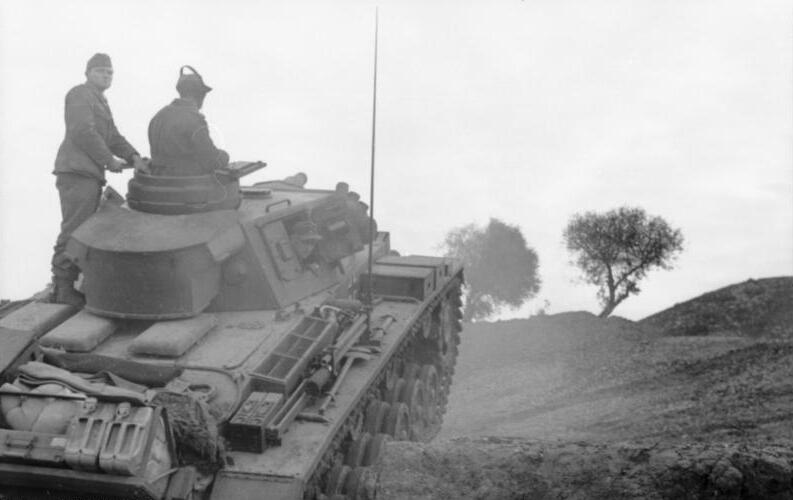
Un carro Panzer III del Panzer-Regiment 7 del colonnello Gerhardt impegnato in azione in Tunisia.

Il colonnello Gerhardt guidò con grande abilità i suoi carri armati anche nell'arido e roccioso territorio tunisino, in particolare alla testa del cosiddetto Kampfgruppe Gerhardt nelle battaglie di Sidi Bou Zid e di Kasserine, dove i panzer tedeschi diedero una impressionante dimostrazione di superiorità tattica nei confronti dei reparti meccanizzati statunitensi. Dopo questi notevoli successi iniziali, Gerhardt fu continuamente in azione con i suoi mezzi corazzati per cercare di frenare le sempre più potenti armate alleate che presero progressivamente il sopravvento; il 23 marzo 1943 il colonnello ricevette la sesta ferita di guerra della sua carriera e dovette abbandonare il comando del Panzer-Regiment 7, venendo evacuato sul continente ed evitando quindi la cattura al termine della campagna tunisina.
Nei mesi successivi, il colonnello Gerhardt, che ricevette anche la decorazione della Croce Tedesca in Oro, per i risultati conseguiti in Tunisia, passò un periodo di convalescenza in Germania fino al settembre 1943, quando venne trasferito in Italia per assumere un incarico non operativo al Quartier generale del feldmaresciallo Kesselring, comandante in capo del settore meridionale tedesco, come responsabile degli armamenti delle forze tedesche del teatro.

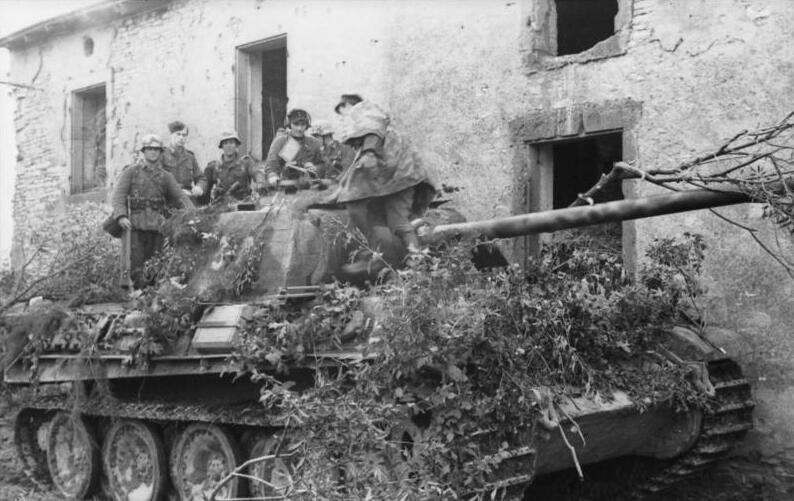
Un carro Panther del Lehr-Panzer-Regiment del colonnello Gerhardt durante le fasi iniziali della battaglia di Normandia.

Nel novembre 1943 il colonnello Gerhardt ritornò al comando di un reparto corazzato, prendendo la guida del nuovo Lehr-Panzer-Regiment, la formazione meccanizzata appena costituita a pieno organico per essere assegnata alla Panzer-Lehr-Division, la divisione corazzata tedesca reclutata nelle scuole di addestramento per mezzi corazzati. Il reggimento corazzato, stazionato per la fase di addestramento a Bad Fallingbostel, sarebbe presto entrato in azione nel marzo 1944, prendendo parte all'Operazione Margarethe (invasione dell'Ungheria) e quindi trasferendosi, insieme a tutta la divisione, in Occidente per rafforzare lo schieramento tedesco in Francia in vista di un possibile sbarco alleato.
Al momento dello sbarco in Normandia la Panzer-Lehr-Division era la divisione meglio equipaggiata della Wehrmacht all'ovest ed il colonnello Gerhardt disponeva di 97 Panzer IV e 86 Panther. Da giugno a luglio 1944 i carri armati di Gerhardt furono costantemente in azione, logorandosi in incessanti piccoli scontri con le straripanti forze alleate per tentare di contenere tatticamente le continue offensive nemiche. I panzer di Gerhardt si batterono con grande abilità ed inflissero gravi perdite al nemico ma non riuscirono ad organizzare vere controffensive né a capovolgere le sorti della campagna. Il 1º agosto i carri di Gerhardt erano scesi a soli 15 Panzer IV e 12 Panther. L'Operazione Cobra segnò le sorti dell'"Invasionfront" tedesco e della stessa Panzer-Lehr-Division che subì un terrificante bombardamento aereo e venne quasi totalmente distrutta, il colonnello Gehrardt non poté fare altro che ritirarsi e tentare di salvare i superstiti; per un breve periodo (tra agosto e settembre) assunse anche il comando temporaneo di tutta la divisione ridotta a poche centinaia di uomini e senza alcun mezzo corazzato.
Dopo il ripiegamento sul confine tedesco il colonnello Gerhardt cedette il comando e ritornò in patria dove venne impiegato per alcuni mesi nelle varie scuole per mezzi corazzati della Wehrmacht per cercare di addestrare con la sua vasta esperienza nuovi reparti meccanizzati. Solo nell'aprile 1945 Gerhardt sarebbe tornato al fronte, ormai in situazione disperata, per assumere la testa di una raccogliticcia formazione di contingenza costituita con personale dei depositi e prendere parte alle battaglie finali sul fronte dell'Oder contro l'Armata Rossa. Dopo una inutile resistenza, il colonnello Gerhardt ripiegò verso ovest con i resti del suo reparto e si consegnò alle truppe americane il 6 maggio 1945.
Ufficiale energico e capace, dotato di una vasta esperienza, Rudolf Gerhardt fu in azione per gran parte della seconda guerra mondiale dal 1939 al 1945; sempre alla testa di formazioni corazzate, dimostrò notevole abilità in particolare sul fronte russo nel 1941-42 e in Tunisia nel 1943. Gerhardt fece parte del vasto gruppo di abili ed espertissimi ufficiali che resero particolarmente temute e temibili le Panzer-Divisionen della Wehrmacht.